# マッドストーン
『マッドストーン』（原題：Stone）は、1974年に公開されたオーストラリアのバイオレンス・アクション映画。暗殺事件に巻き込まれた暴走族（モーターサイクル・ギャング）グループと刑事の共闘が描かれる。
日本では1981年に公開された。同じオーストラリア映画『マッドマックス』（1979年）のヒットを受け、「マッド」を冠した独自の便乗邦題で公開された。本作は『マッドマックス』のストーリーや設定の原型とされる。

## ストーリー
オーストラリアのシドニー市の中央にある公園で、海岸の水質汚染公害に抗議する演説をしていた環境保護運動家・タウンズが何者かに暗殺された。現場近くにいたモーターサイクル・ギャング「グレイブ・ディガーズ（墓掘り軍団）」のメンバー・通称「ガマ蛙」が犯行を目撃していた。麻薬でトリップしていた「ガマ蛙」は自分の犯行と思い込み、行方をくらませる。犯人は口封じのために「墓掘り軍団」メンバーを次々と殺し始めた。
バイカー連続殺人の捜査を進める警察は、若手刑事のストーンに、「墓掘り軍団」に加わって潜入捜査をするよう命じる。ストーンはリーダーの「葬式屋」の命を救った見返りとして、刑事と承知の上でグループ入りを許される。ストーンは徐々にモーターサイクル・ギャングの生活になじんでいく。一見自堕落なようで、社会の虚像を憎み本音で生きる彼らにストーンは親しみを覚えていく。
ある日、「墓掘り軍団」は対立するグループ「ブラック・ホークス（黒鷹軍団）」と衝突を起こす。事件を知った公害の当事企業が、「黒鷹軍団」をかたって罠を仕掛け墓場におびき寄せる。そこに待ち受けていたのが環境保護運動家やギャングたちを撃ってきた殺し屋集団だった。殺し屋を雇ったのは公害を起こした企業であり、彼らこそが暗殺事件の黒幕だった。殺し屋は「墓掘り軍団」を皆殺しにしようとするが、先手を打って隠れさせていた仲間によって返り討ちとなる。しかし「ガマ蛙」と「死神」が暗殺者に撃たれてしまう。「ガマ蛙」は暗殺者の正体に気づくが死んでしまう。駆けつけたストーンは、ギャングたちに対して法の遵守を説き、殺し屋たちを警察に引き渡すよう要求するが、体制を憎む「墓掘り軍団」はそれに応じなかった。ストーンと「墓掘り軍団」の信頼関係は一気に破綻する。
帰宅したストーンはモーターサイクル・ギャングたちに襲われ、激しい暴行を受けて瀕死の重傷を負う。彼らを裏切ったと感じていたストーンは、恋人のアマンダに対し警察へ通報しないよう固く言い渡す。

## キャスト
『マッドマックス』とキャストの一部が重なっている。★は『マッドマックス』にも出演している俳優。
- ストーン - ケン・ショーター（英語版）
- 葬式屋（吹替版：葬儀屋 Undertaker） - サンディ・ハーバット（英語版）
- ガマ蛙（吹替版：ガマ Toad） - ヒュー・キース＝バーン★
- バネッサ - レベッカ・ギリング（英語版）
- アマンダ - ヘレン・モース（英語版）
- 死神（Dr. Death） - ヴィンセント・ギル（英語版）★
- スケこまし（吹替版：穴ほり Hooks） - ロジャー・ウォード（英語版）★
- 倉庫屋（吹替版：管理人 Go Down） - ブルース・マクファーソン
- ゴミ箱（吹替版：バイキン Septic） - デューウィー・ハンガーフォード
- 水虫（吹替版：お通夜 Stinkfinger） - ジェイムズ・H・ボウルズ
- ウシミツ（Captain Midnight） - ビンディ・ウィリアムズ
- サンシャイン - ロザリンド・タラミニ
- 69 - ビリー・グリーン
- 極道（Bad Max) - ジム・ウォルシュ
- ブーツ（吹替版：長ぐつ） - デヴィッド・ブラックス★
- ハンバーガー - テリー・ベイダー
- すっ飛び（Birdman） - トニー・アリン
- 弁護士 - レグ・エヴァンズ★
- やらせ（吹替版：ノーパン Tart） - スーザン・ロイド
- パチンコ（Pinball） - マイケル・ロビンソン
- やせっぽち（Scrag） - ネヴィル・オーヴァーホール
- 白イタチ（吹替版：イタチ Ferret） - ピーター・キング
- ラリ公（Zonk） - ジョン・イフコヴィッチ
- タウンズ博士 - デリック・バーンズ
- ハニガン警部 - スリム・デグレイ（英語版）

### 日本語吹替
| ストーン | ケン・ショーター               | 安原義人                           |
| 葬儀屋   | サンディ・ハーバット           | 津嘉山正種                         |
| 穴ほり   | ロジャー・ウォード             | 池田勝                             |
| ガマ     | ヒュー・キース・バーン         | 長堀芳夫                           |
| 死神     | ヴィンセント・ギル             | 徳丸完                             |
| ウシミツ | ビンディ・ウィリアムズ         | 広瀬正志                           |
| バイキン | デューウィー・ハンガーフォード | 北川米彦                           |
| お通夜   | ジェームズ・H・ボウルズ        | 沢木郁也                           |
| バネッサ | レベッカ・ギリング             | 高木早苗                           |
| ノーパン | スーザン・ロイド               | 塚田恵美子                         |
| タウンズ | デリック・バーンズ             | 岸野一彦                           |
| アマンダ | ヘレン・モース                 | 芝田清子                           |
| ハニガン | スリム・デグレイ               | 加藤正之                           |
| 管理人   | ブルース・マクファーソン       | 千葉繁                             |
| イタチ   | ピーター・キング               | 山口健                             |
| 長ぐつ   | デヴィッド・ブラックス         | 藤井つとむ                         |
|          |                                |                                    |
| 演出     |                                |                                    |
| 翻訳     |                                |                                    |
| 効果     |                                |                                    |
| 調整     |                                |                                    |
| 制作     | 制作                           | ザック・プロモーション             |
| 解説     | 解説                           | 荻昌弘                             |
| 初回放送 | 初回放送                       | 1982年7月19日 『月曜ロードショー』 |

（※日本語吹替は2015年10月14日にキングレコードから発売されたDVD・BDに収録）

## スタッフ
- 監督：サンディー・ハーバット（英語版）
- 製作総指揮：デビッド・ハネイ
- 脚本：サンディ・ハーバット、マイケル・ロビンソン
- 撮影：グラハム・リンド
- 美術：ティム・ストリアー、デイブ・ハート
- 編集：イアン・バリー
- 音楽：ビリー・グリーン
- 照明：ブライアン・バンズグローヴ
- バイク・メカニック：ビクター・ホフマン

## 製作
オーストラリア映画開発公社は、この映画に$154,000を投資した。残りの予算と技術設備のほとんどは、シドニーのRoss Wood Productionsによって提供された。同国の映画としては比較的低予算である。

### 撮影

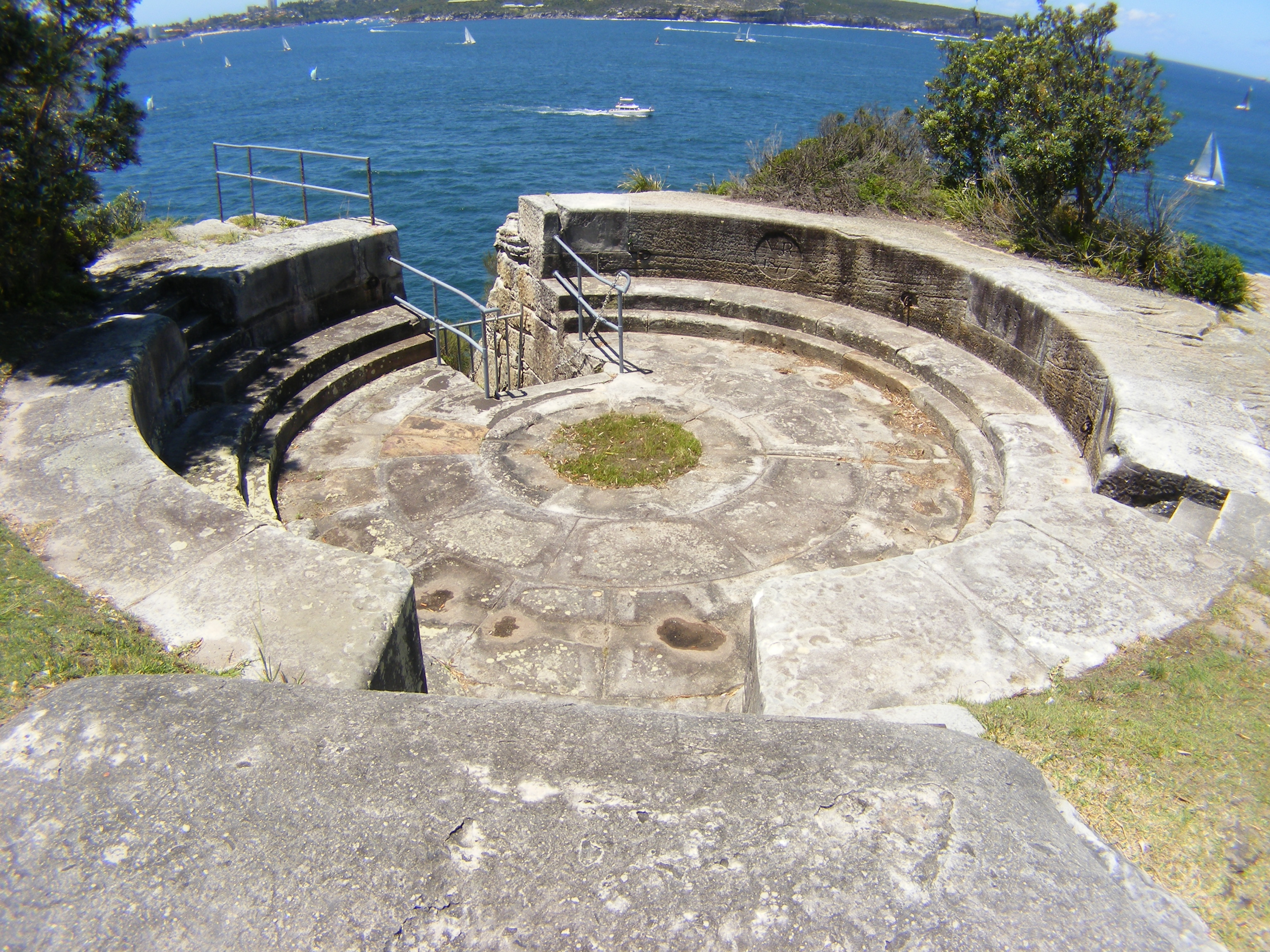
シドニー港の砲床

映画は、1973年後半に撮影された。すべての場面がオーストラリアのニューサウスウェールズ州・シドニーでロケーション撮影された。
- ボタニー湾 Google Map link
- NSWアートギャラリー Google Map link
- Lurline湾 Google Map link
- ロイヤル・ノース・ショア病院近くのゴア・ヒル墓地 Google Map link
- シドニー北部のF3高速道路 Google Map link
- Forth＆Clydeホテルと通り Google Map link
- 北部ビーチ Google Map link
- Neutral Bay and Mosman streets Google Map link
- シドニー港の砲床 Google Map link
- Beehive Casemate
- Washaway Beach Google Map link
- Lane Cove Google Map link

### 音楽
1974年にオーストラリアでサウンドトラック盤が発売された（ワーナー 600-002）。日本国内では公開時の1981年に発売された（ポリドール 28MM-0017）。
1. Eco Blue / Toadstrip
2. Race
3. Head Off
4. Pigs
5. Cosmic Funeral
6. Amanda
7. Septic
8. Smoke9. Stone
9. Undertaker
10. Gravediggers
11. Swim
12. Klaude Kool & The Kat
13. Toad
14. The Death Of Dr.Death
15. Hips Rap
16. Cosmic Flash Song
17. Do Not Go Gentle (Rage)
18. Do Not Go Gentle (Rage) by Jeannie Lewis
19. Stone Trailer

## 影響
70年代当時の暴走族のリアルの生態、サイケな映像とロックンロールなど、後進に多大な影響を及ぼした。
この映画には、道路に仕掛けたピアノ線でライダーの首を刎ね飛ばすブービートラップのシーンがあり、都市伝説「首なしライダー」の噂が本格的に広まったのは、この映画が公開されてからだという。日本では、戦国時代から「首無し武者」の言い伝えがあり、これが各地のバイク事故にまつわる噂と結びついたとも言われる。

## ストーン・フォーエバー
Stone Forever は、映画『マッドストーン』に関する1999年のドキュメンタリー。映画の25周年を記念してリチャード・カイパーズ（Richard Kuipers）が監督して製作した、この映画の影響とそれに関わった人々に関するドキュメンタリーである。